# Булановка (Белебеївський район)
Була́новка (рос. Булановка, башк. Болан) — присілок у складі Белебеївського району Башкортостану, Росія. Входить до складу Шаровської сільської ради.
Населення — 409 осіб (2010; 261 в 2002).
Національний склад:
- росіяни — 57 %